# Diana Munz
Diana Munz (ur. 19 czerwca 1982 w Cleveland), amerykańska pływaczka, mistrzyni olimpijska z Sydney z 2000 roku, trzykrotna medalistka Igrzysk, pięciokrotna medalistka Mistrzostw świata. Specjalizuje się w stylu dowolnym. Cztery razy zwyciężała w Mistrzostwach Pacyfiku w Jokohamie w 2002 roku.

## Osiągnięcia

### Igrzyska olimpijskie
| Olimpiada   | Data             | Konkurencja               | Rezultat    | Miejsce |
| ----------- | ---------------- | ------------------------- | ----------- | ------- |
| Sydney 2000 | 20 września 2000 | 4 x 200 m stylem dowolnym | 7:57,80 min |         |
| Sydney 2000 | 17 września 2000 | 400 m stylem dowolnym     | 4:07,07 min |         |
| Ateny 2004  | 20 sierpnia 2004 | 800 m stylem dowolnym     | 8:26,61 min |         |

## Mistrzostwa świata
- Perth 1998 -  Srebro - 800 m stylem dowolnym
- Fukuoka 2001 -  Srebro - 800 m stylem dowolnym
- Barcelona 2003 -  Srebro - 800 m stylem dowolnym
- Fukuoka 2001 -  Brąz - 1500 m stylem dowolnym
- Barcelona 2003 -  Brąz - 400 m stylem dowolnym